# Daniel Larsson
Daniel Larsson (Gotemburgo, Gotia Occidental, 25 de enero de 1987) es un exfutbolista profesional sueco. Su posición habitual era la de delantero. Ha sido cinco veces internacional con la  selección absoluta de Suecia.
Tiene un hermano menor llamado Sam Larsson, que es también futbolista profesional.

## Carrera en clubes

### BK Häcken
Larsson comenzó su carrera profesional en BK Häcken. Algunos clubes importantes de Suecia se dieron cuenta de la calidad de Larsson tras varias actuaciones impresionantes jugando en la Superettan. En 2009 fue traspasado al Malmö FF. En su última temporada en el BK Häcken fue una pieza clave que contribuyó al ascenso a la Allsvenskan al anotar doce goles en la Liga.

### Malmö FF
Marcó su primer gol con el Malmö FF el 19 de abril de 2009, en el segundo partido en casa de la temporada contra el Trelleborgs FF. Para la campaña 2009 de la Allsvenskan fue el máximo goleador del club en la liga con once goles, acabando como tercer máximo goleador del Campeonato. Diez de estos goles fueron anotados en la última parte de la temporada junto con Edward Ofere quien anotó diez goles, muchos de ellos con la asistencia de Larsson. En la siguiente campaña, Larsson se convirtió en uno de los jugadores más importantes del Malmö FF en la que lograron el título de liga. Una vez más, marcó diez goles, y dio ocho asistencias. En muchos de ellos Larsson fue aplaudido por el público gracias a su juego de visión, a su trabajo en equipo, la habilidad y el gran ritmo.
Larsson marcó el único gol en el partido de ida de la Champions League 2011-12 del Malmö para ganar por 1-0 al Glasgow Rangers en el Ibrox Stadium. Terminó de nuevo como el máximo goleador del equipo en la temporada 2011, además de dar cinco asistencias de gol. La temporada 2012 fue el curso más débil de Larsson en términos de gol desde que llegó al club ya que anotó cuatro goles en treinta partidos. El 7 de noviembre de 2012, se anunció que Larsson se iría gratis al Real Valladolid CF, equipo de la Primera División Española, cuando su contrato con el Malmö FF terminará el 1 de enero de 2013.

### Real Valladolid
El 7 de noviembre de 2012 el Malmö FF confirmó que Larsson formaría parte del Real Valladolid a partir del 1 de enero de 2013. Al final de la temporada Larsson jugó un total de dieciocho partidos, convirtiéndose casi en un fijo para Miroslav Đukić aunque su punto débil fue que no logró meter ni un gol. La siguiente campaña, a las órdenes de Juan Ignacio Martínez la comenzó lesionado, perdiéndose los primeros partidos de la temporada. En su reaparición, el 25 de octubre de 2013 en un partido en casa ante el Rayo Vallecano (3-0) anotó su primer gol con la camiseta blanquivioleta. Días después, el 30 de octubre, anotaría otro gol ante la Real Sociedad (2-2). Desde su reaparición volvió a ser un fijo para JIM en la posición de extremo y mediapunta y anotó un gol más a lo largo del año. Sin embargo, el club acabó descendiendo a segunda división en la última jornada tras perder ante el Granada CF (0-1). Larsson, debido a su carácter batallador fue uno de los pocos jugadores que se salvaron de los pitos de la afición debido a la horrorosa campaña de los pucelanos. 

### Granada C.F.
El 3 de junio de 2014 el Granada C.F. hace público su fichaje a coste cero tras desvincularse del Real Valladolid por el descenso de categoría del club pucelano.
Firmó por el Granada desechando ofertas de equipos de la Ligue 1 de Francia y del RCD Español, también de España.
En el club andaluz, tan solo logró esta media temporada disputando cuatro partidos y sin poder anotar ningún gol.
El 30 de enero de 2015 se hizo oficial su salida al Esbjerg fB de Dinamarca en calidad de cedido.

### Esbjerg fB
En el equipo tan solo estuvo media temporada ya que fue cedido por Granada C.F. en enero del 2015.
Durante los meses que estuvo logró disputar 14 partidos de liga y tres en la copa danesa en los que logró marcar dos goles entre las dos competiciones.
Al finalizar la campaña y terminar su contrato con el club danés en junio, regresó al equipo granadino donde se decidió ese verano que el jugador se iría traspasado al Gaziantepspor de Turquía.

### Gaziantepspor
En el equipo estuvo una temporada y media. En la primera, la 2015-16, logró anotar 5 goles repartidos en los 36 partidos que jugo entre liga y copa.
En la siguiente termporada jugo 15 partidos en liga y uno en copa sin la fortuna de marcar en ninguno de ellos.
En enero de 2016 dejó el equipo y quedó libre.

### Akhisar Belediyespor
El 5 de enero de 2017 llegó libre al Akhisar Belediyespor de la liga turca.
En el equipo estuvo hasta enero de 2019, pudiendo disputar 46 partidos en las tres temporadas en las que estuvo en el equipo anotando un total de cuatro goles repartidos entre liga y copa.
Durante esta etapa en el equipo logró ganar la Copa de Turquía y Supercopa.

### Aris de Tesalónica
Después de su etapa en Turquía, llegó al Aris de Tesalónica de la Super Liga Griega.
En el equipo estuvo una temporada y media.
Durante su primera temporada anotó dos goles en 13 partidos.
En la termporada 19-20 pudo destacar un poco más pudiendo anotar cinco goles en 36 partidos repartidos entre la liga, copa y Europa League.

### Apollon Limassol
En agosto de 2020 llegó a la Liga de Chipre para jugar en las filas de Apollon Limassol.
Durante esta temporada disputó cinco partidos pudiendo anotar tan solo un gol.
Estuvo en el equipo hasta marzo de 2021 cuando marchó a Akropolis IF de la segunda división de Suecia.

### Akropolis IF
En marzo de 2021 regreso a su  país natal para jugar en las filas de Akropolis IF, equipo que por entonces jugaba en la segunda división.
En esta temporada jugo catorce partidos y anotó dos goles.
En enero de 2022 dejó el equipo anunciando su retirada del fútbol.

## Carrera como internacional
Larsson disputó varios partidos en las categorías inferiores de la selección de Suecia, hasta que el 20 de enero de 2010 debutó con la selección absoluta en un partido amistoso contra Omán, como parte de una gira de invierno.
En total logró jugar 5 partidos como internacional, todos ellos entre 2010 y 2011. En los partidos que jugó con la absoluta no logró anotar ningún gol.

## Clubes
| Club                  | País      | Año         |
| --------------------- | --------- | ----------- |
| BK Häcken             | Suecia    | 2002 - 2008 |
| Malmö FF              | Suecia    | 2009 - 2012 |
| Real Valladolid C. F. | España    | 2013 - 2014 |
| Granada C. F.         | España    | 2014 - 2015 |
| Esbjerg fB (cedido)   | Dinamarca | 2015        |
| Gaziantepspor         | Turquía   | 2015 - 2016 |
| Akhisar Belediyespor  | Turquía   | 2017 - 2019 |
| Aris Salónica F. C.   | Grecia    | 2019 - 2020 |
| Apollon Limassol      | Chipre    | 2020        |
| Akropolis IF          | Suecia    | 2021        |

## Estadísticas

### Clubes
Datos actualizados a fin de carrera deportiva.
| Club                          | Temporada                         | Liga                              | Liga     | Liga  | Liga        | Copa nacional | Copa nacional | Copa nacional | Torneos internacionales | Torneos internacionales | Torneos internacionales | Supercopa | Supercopa | Supercopa   | Total    | Total | Total       |
| Club                          | Temporada                         | Categoría                         | Partidos | Goles | Asistencias | Partidos      | Goles         | Asistencias   | Partidos                | Goles                   | Asistencias             | Partidos  | Goles     | Asistencias | Partidos | Goles | Asistencias |
| ----------------------------- | --------------------------------- | --------------------------------- | -------- | ----- | ----------- | ------------- | ------------- | ------------- | ----------------------- | ----------------------- | ----------------------- | --------- | --------- | ----------- | -------- | ----- | ----------- |
| BK Häcken · Suecia            | 2005                              | 1ª División                       | 5        | 0     | 0           | -             | -             | -             | -                       | -                       | -                       | -         | -         | -           | 5        | 0     | 0           |
| BK Häcken · Suecia            | 2006                              | 1ª División                       | 18       | 2     | 0           | -             | -             | -             | -                       | -                       | -                       | -         | -         | -           | 18       | 2     | 0           |
| BK Häcken · Suecia            | 2007                              | 2ª División                       | 3        | 2     | 0           | -             | -             | -             | -                       | -                       | -                       | -         | -         | -           | 3        | 2     | 0           |
| BK Häcken · Suecia            | 2008                              | 2ª División                       | 28       | 12    | 4           | -             | -             | -             | 5                       | 0                       | 0                       | -         | -         | -           | 33       | 12    | 4           |
| BK Häcken · Suecia            | Total con el BK Häcken            | Total con el BK Häcken            | 54       | 16    | 4           | -             | -             | -             | 5                       | 0                       | 0                       | -         | -         | -           | 59       | 16    | 4           |
| Malmö FF · Suecia             | 2009                              | 1ª División                       | 27       | 10    | 3           | -             | -             | -             | -                       | -                       | -                       | -         | -         | -           | 27       | 10    | 3           |
| Malmö FF · Suecia             | 2010                              | 1ª División                       | 29       | 10    | 8           | 1             | 0             | 0             | -                       | -                       | -                       | -         | -         | -           | 30       | 10    | 8           |
| Malmö FF · Suecia             | 2011                              | 1ª División                       | 27       | 6     | 7           | 3             | 2             | 0             | -                       | -                       | -                       | 1         | 0         | 0           | 31       | 8     | 7           |
| Malmö FF · Suecia             | 2012                              | 1ª División                       | 30       | 4     | 5           | -             | -             | -             | 12                      | 2                       | 0                       | -         | -         | -           | 42       | 6     | 5           |
| Malmö FF · Suecia             | Total con el Malmö FF             | Total con el Malmö FF             | 113      | 30    | 23          | 4             | 2             | 0             | 12                      | 2                       | 0                       | 1         | 0         | 0           | 130      | 34    | 23          |
| Real Valladolid C.F. · España | 2012-13                           | 1ª División                       | 28       | 3     | 1           | 2             | 0             | 0             | -                       | -                       | -                       | -         | -         | -           | 30       | 3     | 1           |
| Real Valladolid C.F. · España | 2013-14                           | 1ª División                       | 18       | 0     | 1           | -             | -             | -             | -                       | -                       | -                       | -         | -         | -           | 18       | 0     | 1           |
| Real Valladolid C.F. · España | Total con el Real Valladolid      | Total con el Real Valladolid      | 46       | 3     | 1           | 2             | 0             | 0             | -                       | -                       | -                       | -         | -         | -           | 48       | 3     | 2           |
| Granada C.F. · España         | 2014-15                           | 2ª División                       | 1        | 0     | 0           | 3             | 0             | 0             | -                       | -                       | -                       | -         | -         | -           | 4        | 0     | 0           |
| Granada C.F. · España         | Total con el Granada C.F.         | Total con el Granada C.F.         | 1        | 0     | 0           | 3             | 0             | 0             | -                       | -                       | -                       | -         | -         | -           | 4        | 0     | 0           |
| Esbjerg fB Dinamarca (cedido) | 2014-15                           | 1ª División                       | 14       | 2     | 1           | 3             | 0             | 1             | -                       | -                       | -                       | -         | -         | -           | 17       | 2     | 2           |
| Esbjerg fB Dinamarca (cedido) | Total con el Esbjerg fB           | Total con el Esbjerg fB           | 14       | 2     | 1           | 3             | 0             | 1             | -                       | -                       | -                       | -         | -         | -           | 17       | 2     | 2           |
| Gaziantepspor Turquía         | 2014-15                           | 1ª División                       | 31       | 4     | 1           | 5             | 1             | 0             | -                       | -                       | -                       | -         | -         | -           | 36       | 5     | 1           |
| Gaziantepspor Turquía         | 2015-16                           | 1ª División                       | 15       | 0     | 1           | 1             | 0             | 0             | -                       | -                       | -                       | -         | -         | -           | 16       | 0     | 1           |
| Gaziantepspor Turquía         | Total con el Gaziantepspor        | Total con el Gaziantepspor        | 46       | 4     | 2           | 6             | 1             | 0             | -                       | -                       | -                       | -         | -         | -           | 52       | 5     | 2           |
| Akhisar Belediyespor Turquía  | 2016-17                           | 1ª División                       | 9        | 1     | 0           | 1             | 0             | 0             | -                       | -                       | -                       | -         | -         | -           | 10       | 1     | 0           |
| Akhisar Belediyespor Turquía  | 2017-18                           | 1ª División                       | 27       | 2     | 2           | 3             | 0             | 0             | -                       | -                       | -                       | -         | -         | -           | 30       | 2     | 2           |
| Akhisar Belediyespor Turquía  | 2018-19                           | 1ª División                       | 3        | 0     | 0           | 2             | 1             | 0             | -                       | -                       | -                       | 1         | 0         | 0           | 6        | 1     | 0           |
| Akhisar Belediyespor Turquía  | Total con el Akhisar Belediyespor | Total con el Akhisar Belediyespor | 39       | 3     | 2           | 6             | 1             | 0             | -                       | -                       | -                       | 1         | 0         | 0           | 46       | 4     | 2           |
| Aris de Tesalónica · Grecia   | 2018-19                           | 1ª División                       | 13       | 2     | 1           | -             | -             | -             | -                       | -                       | -                       | -         | -         | -           | 13       | 2     | 1           |
| Aris de Tesalónica · Grecia   | 2018-19                           | 1ª División                       | 26       | 4     | 3           | 6             | 1             | 0             | 4                       | 0                       | 0                       | -         | -         | -           | 36       | 5     | 3           |
| Aris de Tesalónica · Grecia   | Total con el Aris de Tesalónica   | Total con el Aris de Tesalónica   | 39       | 6     | 4           | 6             | 1             | 0             | 4                       | 0                       | 0                       | -         | -         | -           | 49       | 7     | 4           |
| Apollon Limassol · Suecia     | 2020-21                           | 1ª División                       | 4        | 1     | 0           | -             | -             | -             | 1                       | 0                       | 0                       | -         | -         | -           | 5        | 1     | 0           |
| Apollon Limassol · Suecia     | Total con el Apollon Limassol     | Total con el Apollon Limassol     | 4        | 1     | 0           | -             | -             | -             | 1                       | 0                       | 0                       | -         | -         | -           | 5        | 1     | 0           |
| Akropolis IF · Suecia         | 2021                              | 2ª División                       | 14       | 2     | 0           | -             | -             | -             | -                       | -                       | -                       | -         | -         | -           | 14       | 2     | 0           |
| Akropolis IF · Suecia         | Total con el Akropolis IF         | Total con el Akropolis IF         | 14       | 2     | 0           | -             | -             | -             | -                       | -                       | -                       | -         | -         | -           | 14       | 2     | 0           |
| Total carrera                 | Total carrera                     | Total carrera                     | 331      | 67    | 35          | 30            | 5             | 1             | 22                      | 2                       | 0                       | 2         | 0         | 0           | 432      | 76    | 39          |

### Selección nacional
Estadísticas hasta el 22 de enero de 2011.
| Selección              | Temporada | Amistosos | Amistosos | Clasificación | Clasificación | Total    | Total |
| Selección              | Temporada | Partidos  | Goles     | Partidos      | Goles         | Partidos | Goles |
| ---------------------- | --------- | --------- | --------- | ------------- | ------------- | -------- | ----- |
| Suecia Sub-16 · Suecia | 2003      | 1         | 1         | -             | -             | 1        | 1     |
| Suecia Sub-19 · Suecia | 2006      | 0         | 0         | 2             | 1             | 2        | 1     |
| Absoluta · Suecia      | 2010      | 3         | 0         | -             | -             | 3        | 0     |
| Absoluta · Suecia      | 2011      | 2         | 0         | -             | -             | 2        | 0     |
| Total                  | Total     | 6         | 1         | 2             | 1             | 8        | 2     |

## Palmarés

### Títulos nacionales
| Título               | Club                 | País    | Año     |
| -------------------- | -------------------- | ------- | ------- |
| Allsvenskan          | Malmö FF             | Suecia  | 2010    |
| Copa de Turquía      | Akhisar Belediyespor | Turquía | 2017-18 |
| Supercopa de Turquía | Akhisar Belediyespor | Turquía | 2018-19 |